# Öblarn
Öblarn – gmina targowa w środkowej Austrii, w kraju związkowym Styria, w powiecie Liezen, wchodzi w skład ekspozytury politycznej Gröbming. Według Austriackiego Urzędu Statystycznego liczyła 2023 mieszkańców (1 stycznia 2015).